# Jevnaker (localitate)
Jevnaker este o localitate din comuna Jevnaker, provincia Oppland, Norvegia, cu o suprafață de 3,43 km² și o populație de 4.412 locuitori (2013).